# Lunar Gateway

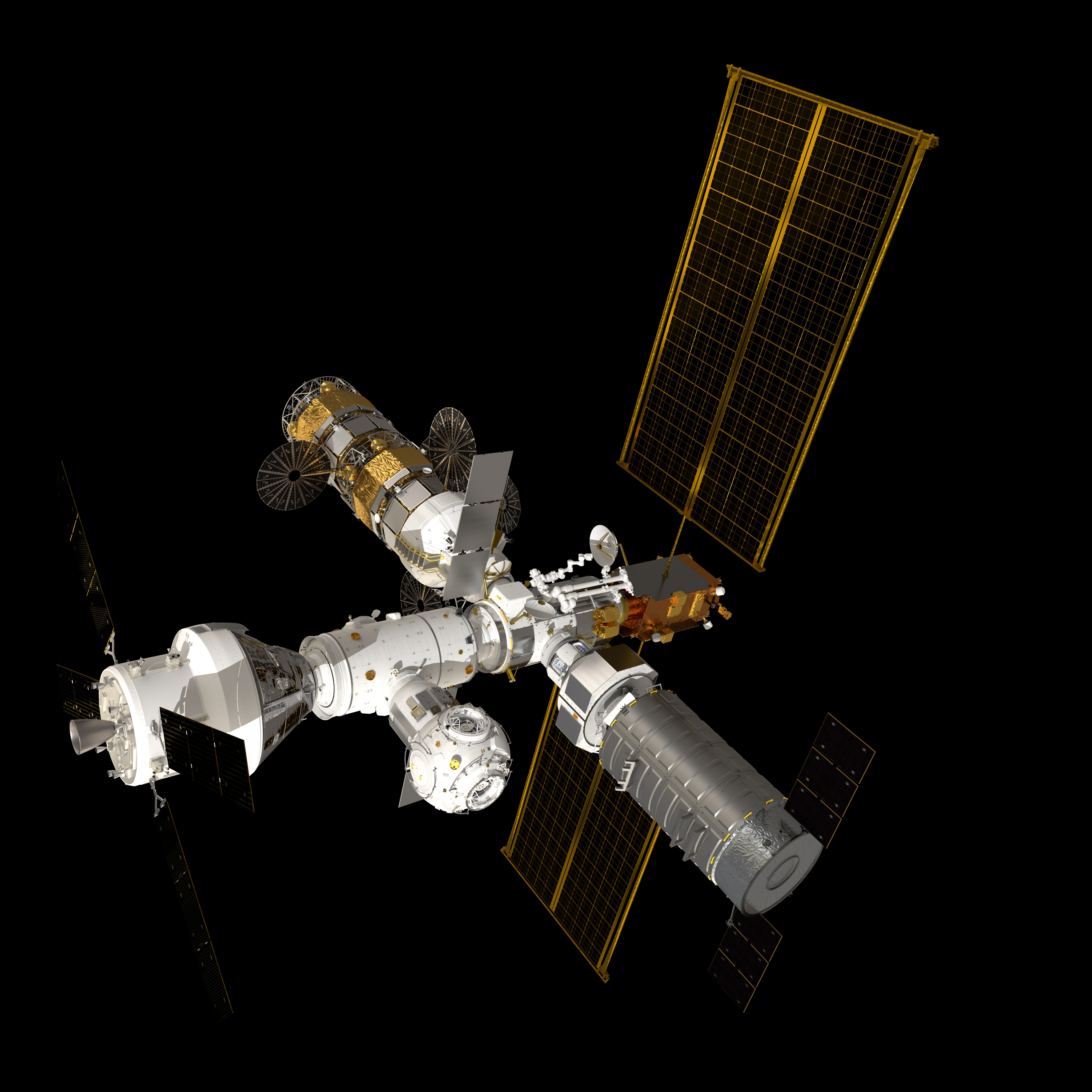
Concepção artística da Plataforma Orbital Lunar - Gateway orbitando a Lua. A nave Orion está ancorada à esquerda.

A Lunar Orbital Platform – Gateway (Plataforma Orbital Lunar em português), conhecida também pela sigla LOP-G, é uma futura estação espacial em órbita lunar destinada a servir como um centro de comunicações movido a energia solar, laboratório de ciências, módulo de habitação de curto prazo e área de espera para rovers e outros robôs.
Enquanto o projeto é liderado pela NASA, o Gateway deve ser desenvolvido, reparado e utilizado em colaboração com parceiros comerciais e internacionais. Ele servirá como ponto de parada para exploração robótica e tripulada do pólo sul lunar, e é o ponto de parada proposto para o conceito de Transporte Espacial Profundo da NASA.
As áreas científicas a serem estudadas na Plataforma deverão incluir ciência planetária, astrofísica, observações da Terra, heliofísica, biologia espacial e saúde.
O desenvolvimento da Gateway inclui todos os parceiros da Estação Espacial Internacional: ESA, NASA, Roscosmos, JAXA e CSA. A construção está prevista para ocorrer na década de 2020. O Grupo de Coordenação da Exploração Espacial Internacional (ISECG), composto por 14 agências espaciais, incluindo a NASA, concluiu que o LOP-G será crítico na expansão de uma presença humana para a Lua, Marte e mais profundamente no Sistema Solar. Anteriormente conhecido como o Deep Space Gateway, a estação foi renomeada na proposta 2018 da NASA para o orçamento federal dos Estados Unidos em 2019. Quando o processo orçamentário foi concluído, US $ 450 milhões haviam sido comprometidos pelo Congresso com estudos preliminares.

## História

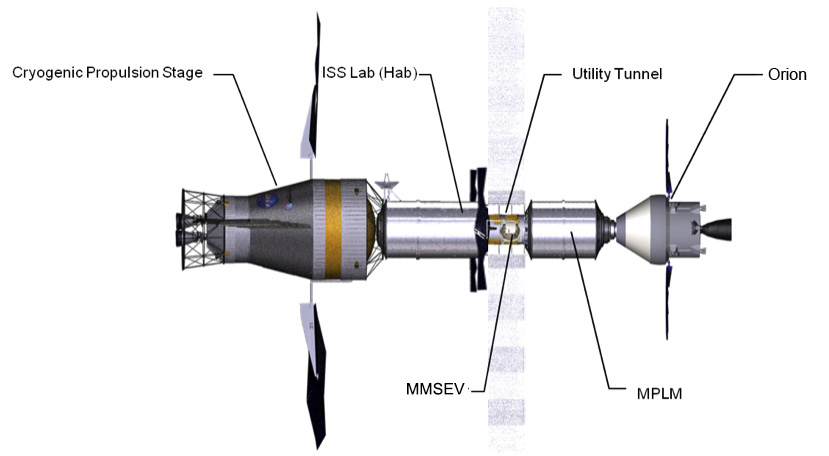
Conceito da Deep Space Habitat.

Uma proposta anterior da NASA para uma estação cislunar foi tornada pública em 2012 e foi apelidada de Deep Space Habitat. Essa proposta levou ao financiamento em 2015, no âmbito do programa NextSTEP, para estudar os requisitos dos habitats do espaço profundo. Em fevereiro de 2018, foi anunciado que os estudos do NextSTEP e outros estudos de parceiros da ISS ajudariam a orientar as capacidades necessárias dos módulos de habitação do Gateway.
A 27 de setembro de 2017, foi anunciada uma declaração conjunta informal sobre a cooperação entre a NASA e a russa Roscosmos. O elemento de energia elétrica e de propulsão solar (PPE) do Portal era originalmente parte da agora cancelada Missão de Redirecionamento de Asteróides.
Em 7 de novembro de 2017, a NASA solicitou à comunidade científica mundial que apresentasse conceitos para estudos científicos que pudessem tirar vantagem da localização do Gateway no espaço cislunar. O Workshop de Ciências do Conceito do Portal do Espaço Profundo foi realizado em Denver, Colorado, de 27 de fevereiro a 1º de março de 2018. Esta conferência de três dias foi um workshop onde foram feitas 196 apresentações para possíveis estudos científicos que poderiam ser avançados através do uso do Portal.
Em 2018, a NASA iniciou uma competição de Linkage Acadêmico de Conceitos de Sistemas para Sistemas Aeroespaciais Revolucionários (RASC-AL) para universidades desenvolverem conceitos e capacidades para o Gateway. Os concorrentes devem empregar engenharia e análise originais em uma das seguintes áreas:
- Utilização Desencadeada do Gateway e Operações
- Acesso à superfície lunar humana baseada em gateway
- Gateway Logistics como uma plataforma científica
- Projeto de um rebocador Cislunar baseado em porta de entrada

As equipes de estudantes de graduação e pós-graduação foram solicitadas a enviar uma resposta até 17 de janeiro de 2019, abordando um desses quatro temas. A NASA é responsável por selecionar 20 equipes para continuar desenvolvendo os conceitos propostos. Quatorze das equipes apresentaram seus projetos pessoalmente em junho de 2019 no Fórum RASC-AL em Cocoa Beach, Flórida, recebendo uma doação de US $ 6.000 para participar do Fórum. "Exploração Lunar e Acesso às Regiões Polares" da Universidade de Porto Rico em Mayagüez foi o conceito vencedor.